# EX Hydrae
EX Hydrae är en dubbelstjärna belägen i den södra delen av stjärnbilden Vattenormen. Den har en högsta skenbar magnitud av ca 9,6 och kräver ett teleskop för att kunna observeras. Baserat på parallax enligt Gaia Early Data Release 3 på ca 17,57 mas beräknas den befinna sig på ett avstånd av ca 186 ljusår (ca 57 parsec) från solen. Den rör sig närmare solen med en heliocentrisk radialhastighet av ca -54 km/s.

## Egenskaper

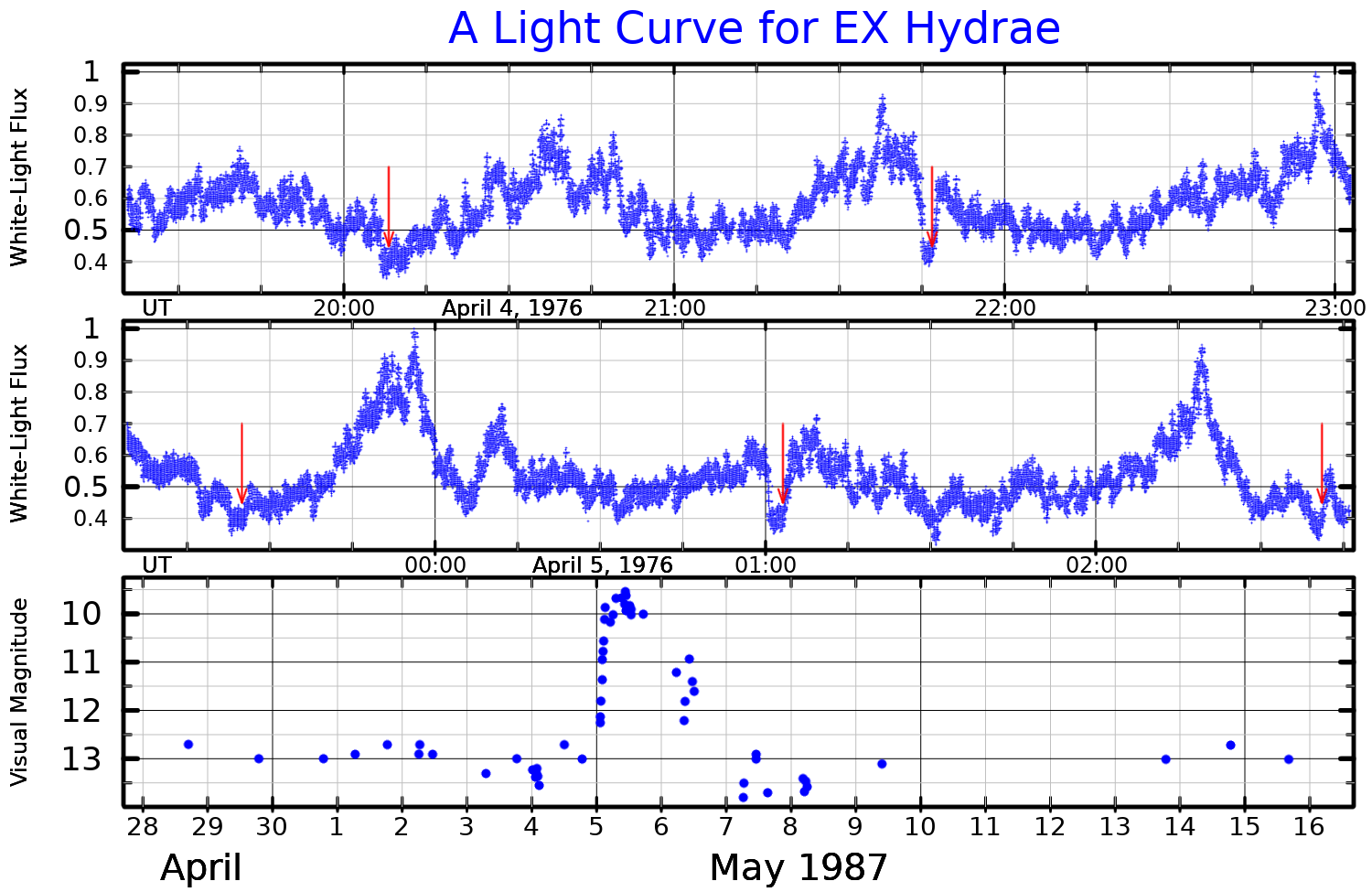
Ljuskurva för EX Hydrae. De två översta diagrammen visar variationen när stjärnan är i dess viloläge. Röda pilar markerar tiderna för maximal förmörkelse. Den nedre panelen visar ljusstyrkan som orsakas av en flare. Anpassad från Warner och McGraw (1981) och Reinsch och Beuermann (1990).

EX Hydrae är en variabel stjärna klassificerad som en förmörkande mellanliggande polär-typ kataklysmisk variabel, specifikt av typen DQ Herculis-variabel. Systemet, som varierar i skenbar magnitud från 9,6 till 14, består av en vit dvärg som primärstjärna och en följeslagare av spektraltyp M, med massa av 0,4–0,7 respektive 0,07–0,10 solmassa. Omloppsperioden är 98,25696 minuter (0,068233846 dygn). EX Hydrae är en av de närmast kataklysmiska variabla stjärnorna. De kataklysmiska utbrotten verkar orsakas av ansamling av material från M-stjärnan till den vita dvärgen.
EX Hydrae har också en 67-minuters oscillation, som tros vara orsakad av rotationsperioden för den vita dvärgen. EX Hydraes utbrott är oförutsägbara.